# مارك هدسون (موسيقي)
مارك هدسون (بالإنجليزية: Mark Hudson)‏ هو موسيقي ومنتج أسطوانات ومغني وكاتب أغاني أمريكي، ولد في 23 أغسطس 1951 في بورتلاند في الولايات المتحدة.

## وصلات خارجية
- الموقع الرسمي
- مارك هدسون على موقع IMDb (الإنجليزية)
- مارك هدسون على موقع ميوزك برينز (الإنجليزية)
- مارك هدسون على موقع ديسكوغز (الإنجليزية)